# Улиастай
Улиастай (в досоветский период — Улясутай, в советский период c 1928 г. — Джибхаланту; монг. Улиастай — от монг. улиас — тополь, осина) — город в Монголии, столица Дзабханского аймака. Расположен в западной части страны, в 1115 км от Улан-Батора. Население — 16 240 чел. (оценка 2008 г.).
Улиастай имеет статус сомона, и внутри окружающего Алдарханского сомона является анклавом.

## История
Основан маньчжурами в 1733 году как город-крепость на западе Монголии. С 1780 по 1911 год являлся резиденцией одного из трёх китайских министров-наместников в Халхе. Власть наместника в Улясутае простиралась на аймак Сайн-Нойон-хана, Дзасагту-хана, а также Хубсугульскую и часть Урянхайской областей Монголии.  
В начале XX века город был важным центром верблюжьей караванной торговли на пути между Ургой на востоке, Кобдо на западе и оазисом Хами на юге, а также Джунгарией, Кашгарией и Хух-Хото. В 1919 году около 80 % 3-тысячного населения города составляли китайцы, по 10 % — монголы и русские.

## Транспорт
Старый аэропорт Улясутая имеет две грунтовые взлётно-посадочные полосы и находится недалеко от города. Начиная с 2002 года используется новый аэродром Доной с одной грунтовой взлётно-посадочной полосой. Находится примерно в 25 км к западу от города и обслуживает регулярные рейсы из Улан-Батора и обратно.